# Visa (drag queen)
Visa, nombre artístico de Edi David Roque García (Tampico, 24 de octubre de 1988), es una drag queen mexicana, conocida por competir en la primera temporada de Toma Mi Dinerita, así como en la tercera temporada de Drag Race España.

## Carrera
Edi empezó su carrera en el drag actuando en numerosos carnavales de Tampico, Madero y Altamira, ganando en muchos de ellos el premio a mejor disfraz individual.
En 2020 Visa fue una de las concursantes de la primera temporada de la competición drag mexicana Toma Mi Dinerita.
En 2023, Visa se unió a la competencia de telerrealidad Drag Race España en su tercera temporada, que comenzó a emitirse el 16 de abril de 2023. Se convirtió así en la primera concursante mexicana en competir en España. En el sexto episodio de la temporada, tras las malas críticas por parte de los jueces, Visa fue nominada a la eliminación, lo que la llevó a competir en una batalla de lip sync junto a la concursante Clover Bish con la canción Dime de Beth. Finalmente Clover fue declarada vencedora, y Visa se convirtió en la sexta expulsada de la temporada. Esta decisión llevó a que el programa, y especialmente los miembros del jurado Javier Calvo y Javier Ambrossi, sufrieran numerosas críticas por parte de los espectadores.

## Filmografía

### Televisión
| año  | título           | papel      | notas       |
| ---- | ---------------- | ---------- | ----------- |
| 2020 | Toma Mi Dinerita | Ella misma | 1 episodio  |
| 2023 | Drag Race España | Ella misma | 7 episodios |
| 2023 | Tras la carrera  | Ella misma | 1 episodio  |

## Teatro
- El Gran Hotel de las Reinas (2023)[13]